# Pachnoda rubriventris
Pachnoda rubriventris är en skalbaggsart som beskrevs av Moser 1910. Pachnoda rubriventris ingår i släktet Pachnoda och familjen Cetoniidae.

## Underarter
Arten delas in i följande underarter:
- P. r. rubrocinctoides
- P. r. propinqua